# Procytherura
Procytherura is een geslacht van uitgestorven kreeftachtigen uit de klasse van de Ostracoda (mosselkreeftjes).

## Soorten
- Procytherura aerodynamica Bate, 1975 †
- Procytherura batei Dingle, 1984 †
- Procytherura beerae Brenner & Oertli, 1976 †
- Procytherura bispinata Ballent, 1992 †
- Procytherura brenneri Valicenti & Stephens, 1984 †
- Procytherura celtica Ainsworth, 1986 †
- Procytherura cuneata Majoran, 1989 †
- Procytherura delicatula Pokorny, 1973 †
- Procytherura dinglei Brenner & Oertli, 1976 †
- Procytherura erichbrandi Kempf, 2015
- Procytherura euglyphea Ainsworth, 1986 †
- Procytherura jordani Brand, 1990 †
- Procytherura kroemmelbeini Musacchio, 1979 †
- Procytherura lenita Herrig & Richter, 1990 †
- Procytherura liassica Ainsworth, 1986 †
- Procytherura maculata Brenner & Oertli, 1976 †
- Procytherura mediocostata Bate & Coleman, 1975 †
- Procytherura multicostata Ainsworth, 1986 †
- Procytherura ovaliformis Brand, 1990 †
- Procytherura ovalis Depeche, 1984 †
- Procytherura reticulata Ainsworth, 1986 †
- Procytherura sheppardina Brand, 1990 †
- Procytherura suebica Herrig & Richter, 1990 †
- Procytherura tenuicostata Whatley, 1970 †
- Procytherura tintinnabulum Valicenti & Stephens, 1984 †
- Procytherura werneri (Riegraf, 1984) Arias & Comas-r, 1992 †